# سیارک ۲۲۶۱۷
سیارک ۲۲۶۱۷ (به انگلیسی: 22617 Vidphananu، نامگذاری:1998KH7) بیست و دو هزار و ششصد و هفدهمین سیارک کشف شده‌است که در ۲۳ مه ۱۹۹۸ کشف شد.
قدر مطلق سیارک برابر ۸.۵ است.